# Шраєр Альфред Бенович
Альфред Бенович Шраєр (за деякими джерелами Шрайєр) (нар. 8 травня 1922, Дрогобич — пом. 25 квітня 2015, Варшава) — музикант, діяч польської культури, учасник українсько — польсько-єврейського діалогу.

## Біографія
Корінний єврей із Дрогобича.

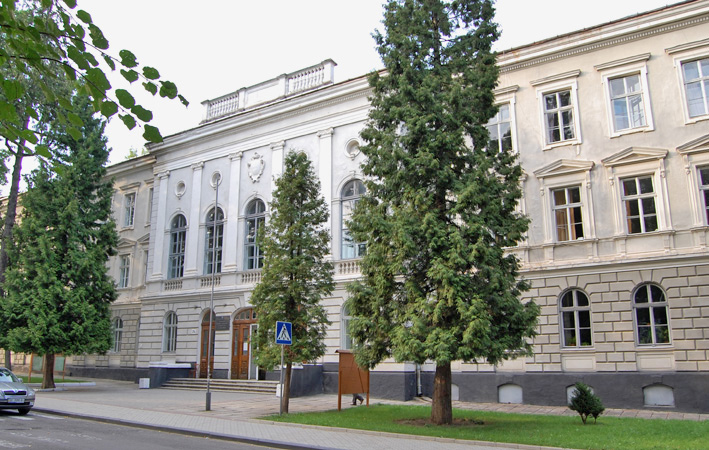
Гімназія у Дрогобичі, в якій викладав Бруно Шульц та навчався Альфред Шраєр. Пізніше — Дрогобицький педагогічний інститут, який закінчив у 1968 році після Львівської консерваторії.

Дитинство провів у містечку Неґловиці поблизу Ясло, де його батько, інженер-хімік, працював на нафтозаводі. Його двоюрідний брат, Юзеф Шраєр, був математиком.
Після повернення до Дрогобича восени 1932 року вступив до гімназії ім. Генріка Сенкевича, потім продовжив навчання у гімназії ім. Владислава Ягайло, де його вчителем малювання та праці був Бруно Шульц.
Ще до війни, в 16-річному віці Альфред почав виступати в рідному місті у Зігфріда Бінштока, автора популярних польських танго, співав у польських естрадних джаз-бандах та театрах-кабарі.
У роки Катастрофи єврейства загинула вся родина Шраєра: батько, бабуся та брат — у газовій камері, мати та діда розстріляли . Сам він пройшов через пекло концтаборів у Плашуві, Гросс-Розені та Бухенвальді. У Таусі, неподалік Лейпцига, Альфред працював на заводі, що випускає фаустпатрони. Врятувався дивом, відокремившись під час «маршу смерті» від колони ув'язнених.
Після війни Альфред Шраєр повернувся до Дрогобича. У 1963 році закінчив диригентський факультет Львівської консерваторії, у 1968 році — Дрогобицький педагогічний інститут імені Івана Франка. Альфред Шраєр працював педагогом у державному музичному училищі імені Василя Барвінського у Дрогобичі. Створив польський дитячий хор «Відродження».
У 2007 році був названий найяскравішою зіркою фестивалю у Львові «Музичний лев».
Все своє життя Альфред Шраєр зберігав пам'ять про Бруно Шульца, пропагував спадщину цього художника та письменника. Його спогади були використані в багатьох публікаціях та фільмах.
Незадовго до смерті переїхав до Варшави. Помер 2015 року у Варшаві. Похований у рідному місті поряд із дружиною Людмилою

## Родина
Дочка Ліліана та син Ігор емігрували до Німеччини.

## Ушанування пам'яті
У 2011 році, ще за життя музиканта, у Відні відбулася презентація документальної стрічки австрійського режисера Пауля Росді «Останній єврей з Дрогобича» (Paul Rosdy, «Der lezte Jude aus Drohobych») .